# جمهورية البحر الأسود السوفيتية

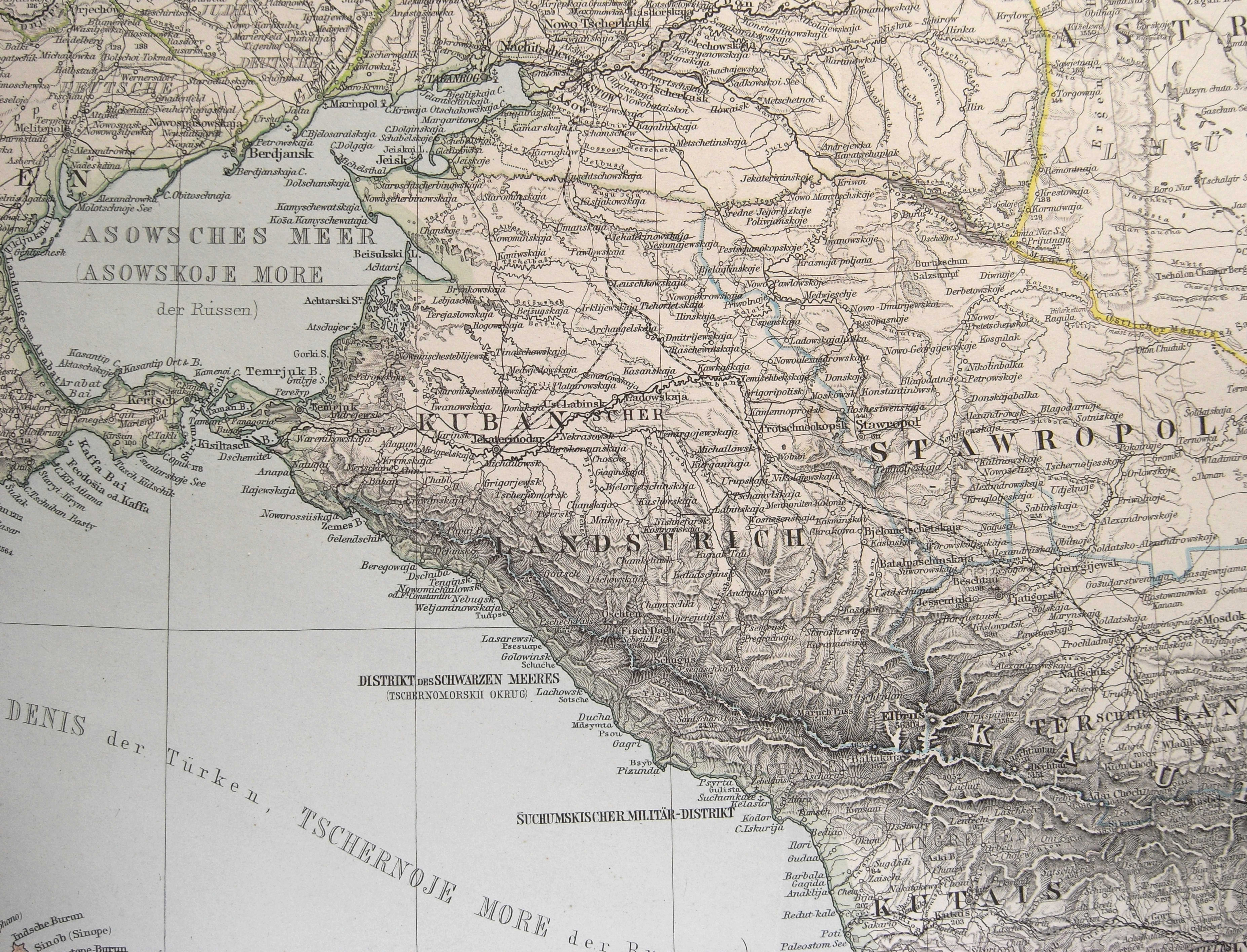
جمهورية البحر الاسود السوفيتية

جمهورية البحر الأسود السوفيتية كانت جمهورية دامت من مارس إلى مايو 1918م وهي إحدى جمهوريات جمهورية روسيا الاتحادية الاشتراكية السوفيتية وتقع ضمن محافظة البحر الأسود التي كانت تتبع الإمبراطورية الروسية. عاصمتها كانت نوفوروسياسك. دُمجت الجمهورية في جمهورية كوبان والبحر الأسود السوفيتية.
1. ↑  "الموسوعة الروسية العظمى" (بالروسية). الموسوعة الروسية العظمى، جسك. لا قيمة. {{استشهاد ويب}}: تحقق من التاريخ في: |date= (help)